# Aleurotrachelus camamuensis
Aleurotrachelus camamuensis là một loài côn trùng cánh nửa trong họ Aleyrodidae, phân họ Aleyrodinae.
Aleurotrachelus camamuensis được Bondar miêu tả khoa học đầu tiên năm 1923.